# 西尾市立平坂中学校
西尾市立平坂中学校（にしおしりつへいさかちゅうがっこう）は愛知県西尾市平坂町にある市立の中学校。

## 沿革
- 1947年（昭和22年） - 愛知県幡豆郡平坂町立平坂中学校として創立[1]。
- 1954年（昭和29年） - 愛知県西尾市立平坂中学校に改称[1]。

## 部活動
剣道部は全国大会にしばしば出場する強豪である。女子卓球部も2019年度に全国大会初出場を成し遂げるなど､市内の中でも部活はトップクラスである｡2018年5月1日時点の生徒数は763人であり、西尾市立鶴城中学校に次いで西尾市立の10中学校中2番目だった。

## 校区内の主な施設
- 西尾市立平坂小学校
- 三河工芸ガラス美術館
- 西尾市消防本部西分署
- 平坂郵便局

## 出身者
- 中村晃毅 - 政治家。西尾市長。[3]